# 勾氏彎貝介
勾氏彎貝介（学名：Loxoconcha gouae）为彎貝介科彎貝介屬下的一个种。